# Michelle Collins
Michelle E. Collins, ameriška atletinja, * 21. februar 1971, Panama.
Nastopila je na poletnih olimpijskih igrah leta 2000 ter izpadla v prvem krogu teka na 400 m. Na svetovnih prvenstvih je osvojila naslov prvakinje v štafeti 4x400 m leta 1993 in podprvakinje leta 1999, na svetovnih dvoranskih prvenstvih pa bronasto medaljo v štafeti 4x400 m leta 1999. Na panameriških igrah leta 1999 je osvojila srebrni medalji v teku na 400 m in štafeti 4x400 m. Leta 2003 je osvojila naslov svetovne dvoranske prvakinje v teku na 200 m, toda zaradi dopinga ji je naslov odvzet, prejela je tudi štiriletno prepoved nastopanja.